# 曲技飛行隊

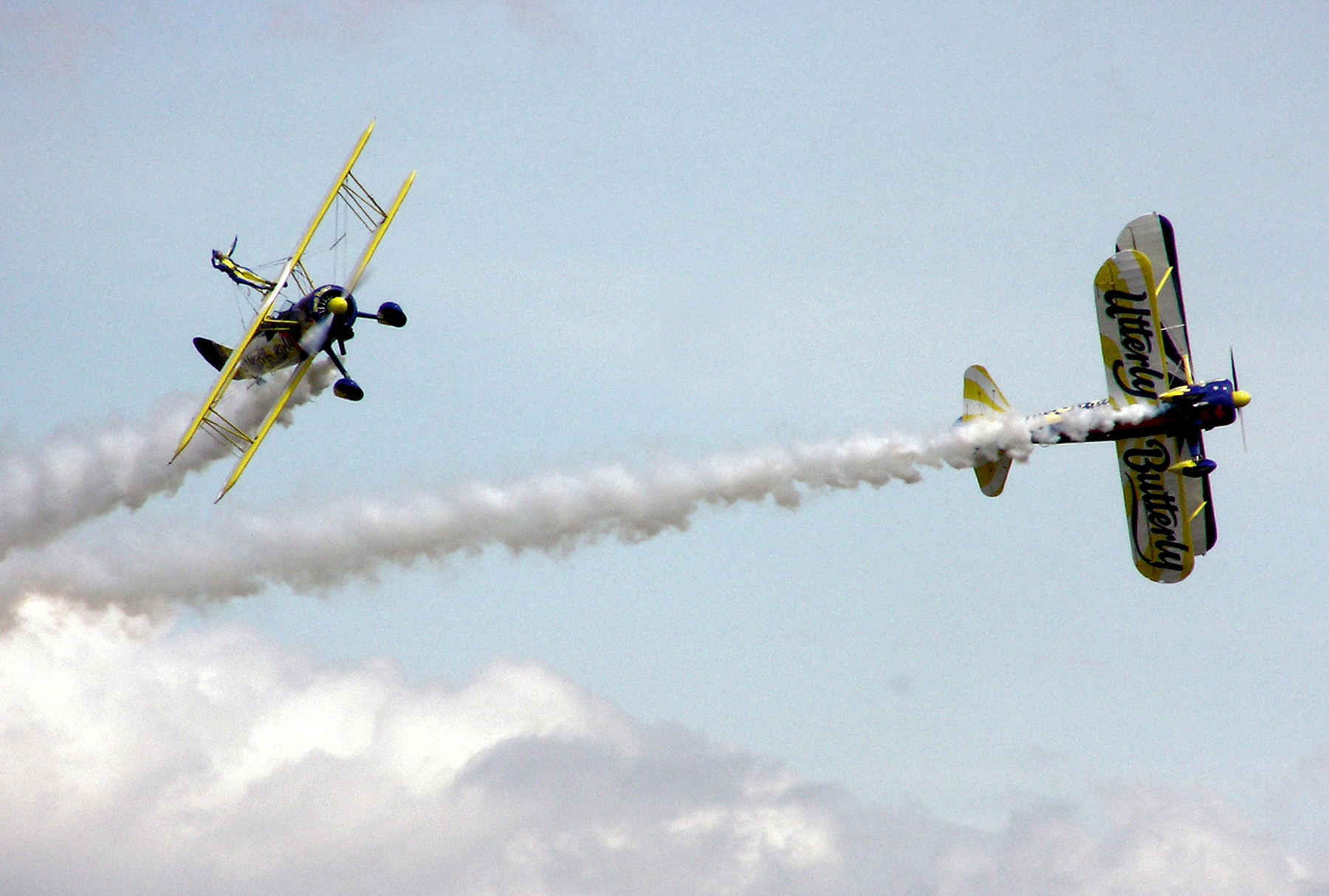
Utterly Butterly

曲技飛行隊（きょくぎひこうたい、英：aerobatic team、エアロバティック・チーム）とは、航空機を用いて曲技飛行（芸術的な機動など）を行い、地上の観衆にアピールを行う航空隊のこと。
「アクロバット･チーム」「デモ・チーム」「ディスプレイ・チーム」とも呼ばれる。
航空ショーでのアトラクションの他、イベント会場上空を飛行することもある。

## 概要
航空史の初期においては、航空機は単純な飛行を行う能力しかなかった。航空機が発達するにつれて、その飛行能力は向上し、様々な運動を行えるようになった。例えば、急上昇や急降下、低空を高速で航過することなどである。様々な機動が行えるようになって、一部のパイロットはその機動・曲技飛行を地上の観衆に見せるようになった。運動性の高い戦闘機が考案された第一次世界大戦以降においては、各国で曲技飛行が行われるようになっていた。
現代の曲技飛行隊は、各国空軍・陸軍における事実上の広報部隊として設置されているものが多い。練習機や戦闘機、ヘリコプター（一部の陸軍部隊）を用いて曲技飛行を行っている。軍の部隊の曲技飛行では、芸術的・アクロバティックな運動のほか、多数機による構成であることを生かした編隊機動を行っている。機体自体も広報目的であるため、迷彩塗装などではなく、国旗やナショナルカラーなどに由来した派手な塗装をしている。稀にではあるが、PRなどを兼ねて機体塗装のデザインが一般公募される事もある。
他に軍の曲芸飛行隊の目的としては、最先端操縦技術の開拓・練成、外国に対し自国パイロットの練度を示威する目的も付随するとする考え方もある。これらの事から、総じて軍の曲芸飛行隊においては、全組織を見渡しても特に優秀な技術を持つパイロットやその候補者と位置づけられている者が配属されるのが常套である。
正式な曲技飛行隊以外にも、部隊の有志によるデモ飛行隊や、基地に所属する部隊が航空祭などで臨時に編成する飛行隊もある。
軍以外にも興業業者などの曲技飛行隊があり、この場合、主にスポーツ機を利用した飛行展示を行っている。

## 曲技飛行

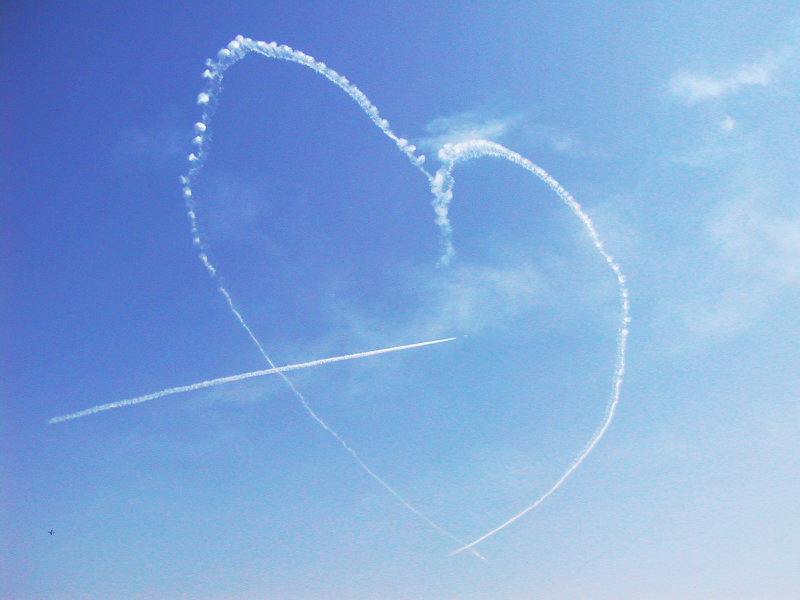
バーティカルキューピッド（ブルーインパルスの演目）

アメリカンスタイルと言われるショーアップされた曲技飛行においては、パイロットが航空機に乗り込む前から観衆にアピール（ウォークダウン、ウォークバック）を行っている。日本のブルーインパルス、アメリカのサンダーバーズ、ブルーエンジェルスがこれに当てはまり、パイロット搭乗、エンジン始動、機体点検、離着陸後のタキシング等から演技に含まれており、離陸時においても、編隊離陸や単独機による急上昇離陸などが行われる。これに対し、ヨーロピアンスタイルのチームであるイタリアのフレッチェ・トリコローリ、イギリスのレッドアローズ、フランスのパトルイユ・ド・フランス等は地上での演技を行わず、展示飛行のみを実施している。
飛行展示中は、編隊や単独機での急上昇や急降下、横転、宙返りを始めとする様々な機動を行う。またスモークを用いて航跡を示し、絵や文字を描く課目もある。

## 曲技飛行隊の一覧

### 日本
航空自衛隊

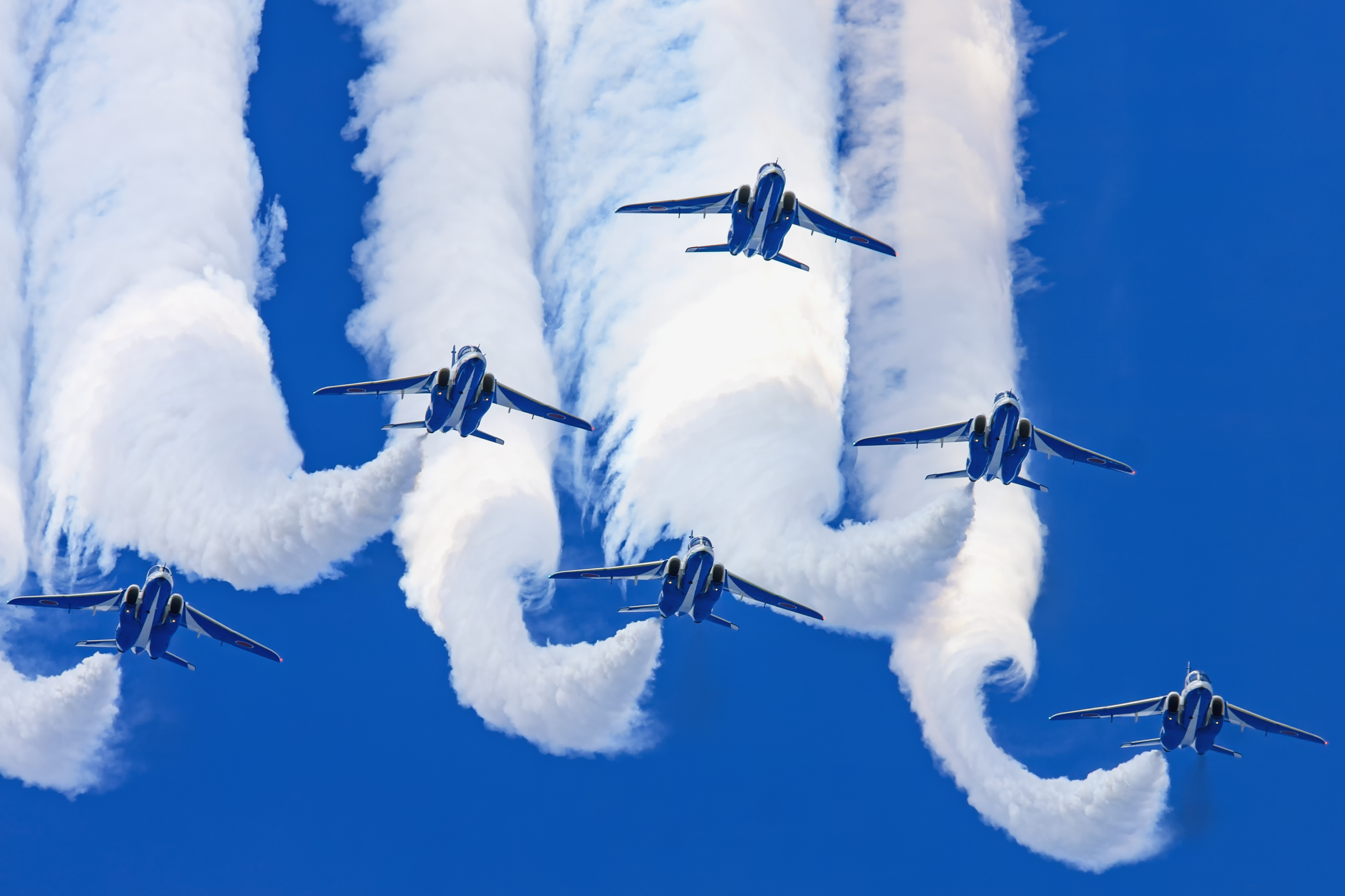
ブルーインパルス

- ブルーインパルス（第4航空団第11飛行隊）＜機体：T-4 戦技研究仕様＞ - 松島基地
- シルバーインパルス（T-4） - 入間基地航空祭で臨時に編成

陸上自衛隊
全て航空祭等で臨時に編成される。一時期はカラースモークを使用していた。
- ノーザン・レディバード ＜機体：OH-1＞ - 札幌飛行場
- ブルーホーネット ＜機体：TH-480B＞ - 北宇都宮駐屯地
- 明野レインボー ＜機体：AH-64D＞ - 明野駐屯地
- ハミングバード ＜機体：OH-6＞ - 防府分屯地

海上自衛隊
- ホワイトアローズ＜機体：T-5＞ - 小月航空基地。臨時編成だったが2018年から公式の広報チームとなった。
- 第1航空隊の展示飛行＜機体：P-3C＞ - 鹿屋航空基地で開催される『エアーメモリアルinかのや』において機動飛行や低空でのエンジン停止・再始動実演を行っている（固有のチーム名は無し）

民間
- 室屋義秀＜機体：エクストラ EA-330S、EA-300L、EA-300SC＞ - 福島スカイパーク。個人での展示飛行以外にも航空祭などで臨時のチームを編成している。
- ウイスキーパパ競技曲技飛行チーム＜機体：エクストラ EA-300L＞ - 岡南飛行場。内海昌浩が世界選手権の日本代表チームを母体に結成。
- 栃木県航空協会レッドスバル＜機体：FA-200-180＞ - 大利根飛行場。2015年から曲技飛行の展示は中止している。
- TEAM GION＜機体：エクストラ EA-300Lを予定＞ - 岡南飛行場。元航空自衛隊パイロットの山田健太郎が立ち上げたチーム。
- エアロック・エアロバティックチーム＜機体：ピッツS-2B、ピッツS-2C＞ - ロック岩崎が主催し、サニー横山などが参加していたチーム（解散）。

### 北アメリカ

#### アメリカ
アメリカ海軍

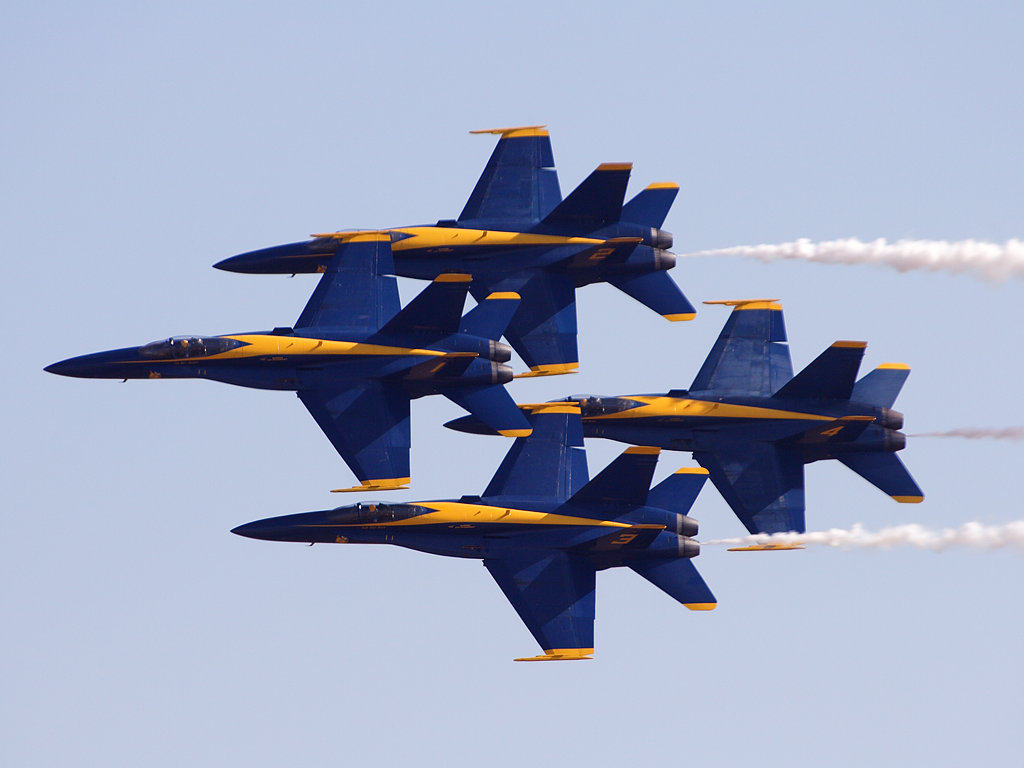
ブルーエンジェルス

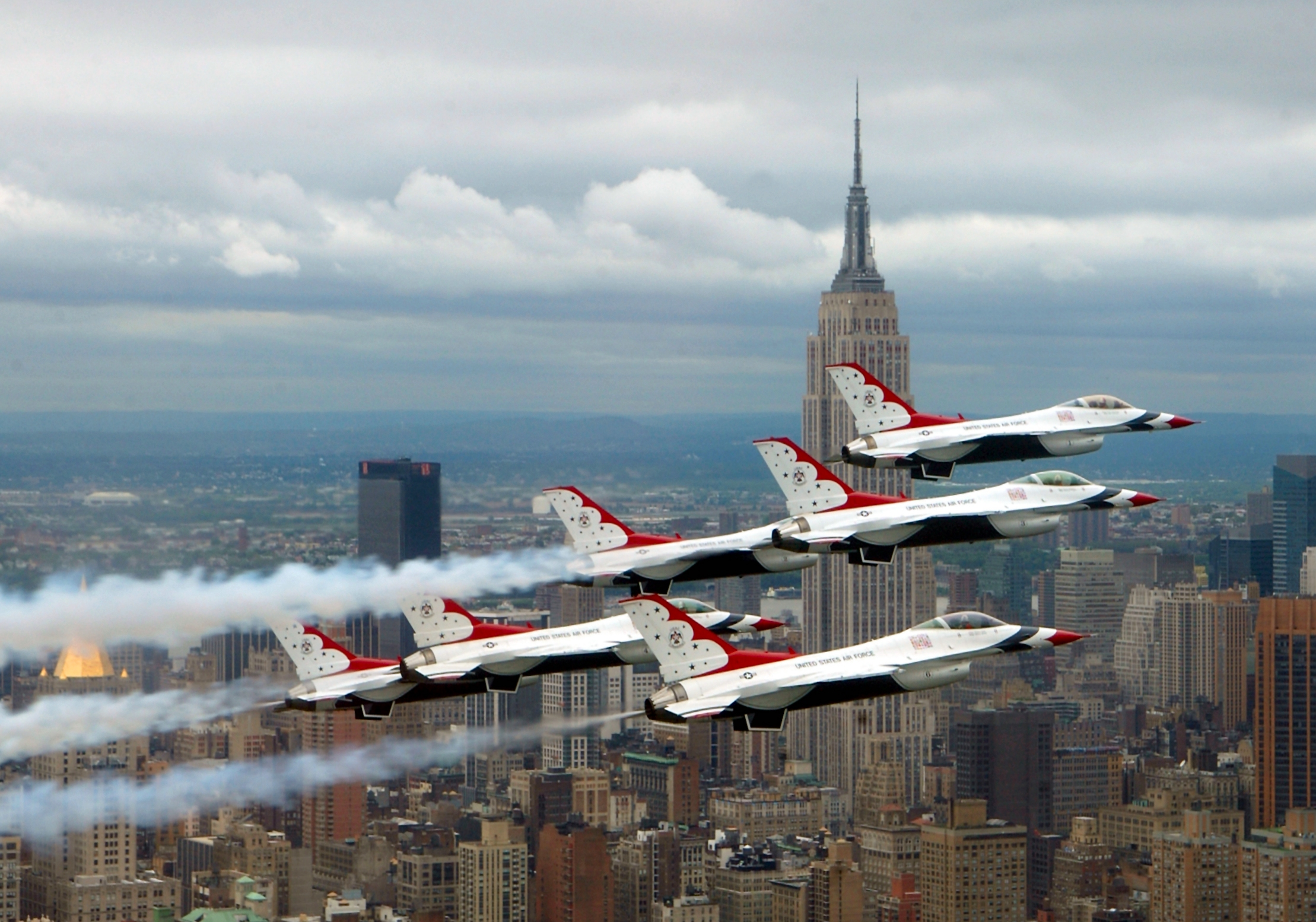
サンダーバーズ

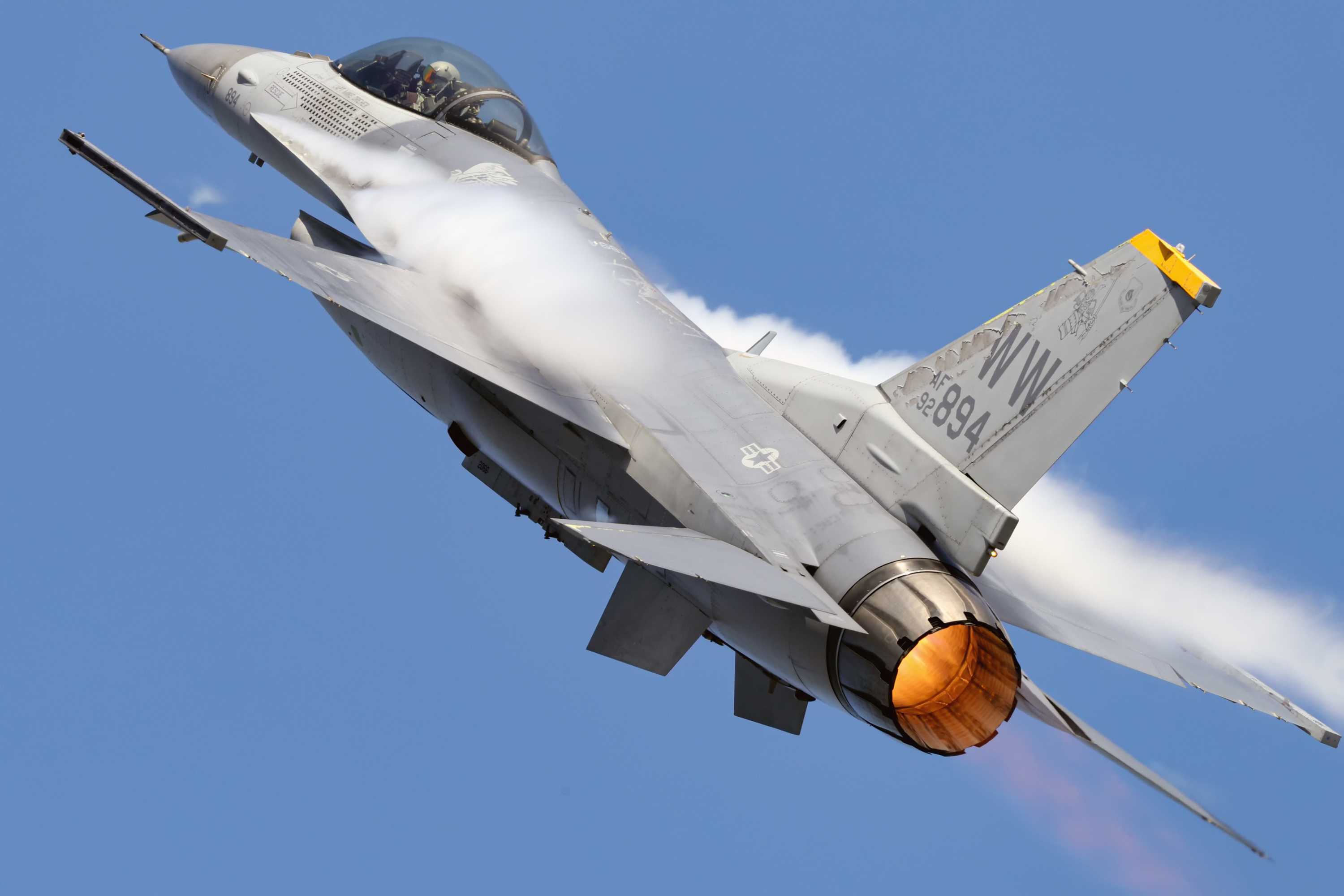
PACAF F-16 Demo Team

- ブルーエンジェルス ＜機体：F/A-18＞

アメリカ空軍
- サンダーバーズ ＜機体：F-16＞

アメリカ軍の航空部隊では通常の航空機で機動飛行を披露する「デモチーム」が複数存在する。
- PACAF F-16 Demo Team ＜機体：F-16＞ - アメリカインド太平洋軍所属。三沢基地のアメリカ空軍第35戦闘航空団に所属するF-16がそのまま使われる。主に西太平洋地域で活動する。
- F-22 Raptor Demo Team＜機体：F-22＞ - ラングレー空軍基地に配備されたF-22の性能を披露するために基地祭などで機動飛行を披露している。

民間
多数のチームがあるためWikipediaに項目があるチームのみ記載。
- スターファイターズ ＜機体：F-104＞
- アメリカ陸軍スカイ・ソルジャーズ ＜機体：AH-1 コブラ＞ - アメリカ陸軍の名を冠するが、退役軍人により構成、運営される民間の団体である。固定翼機ではなくヘリコプターを使用する非常に珍しいグループ。

#### カナダ
カナダ空軍

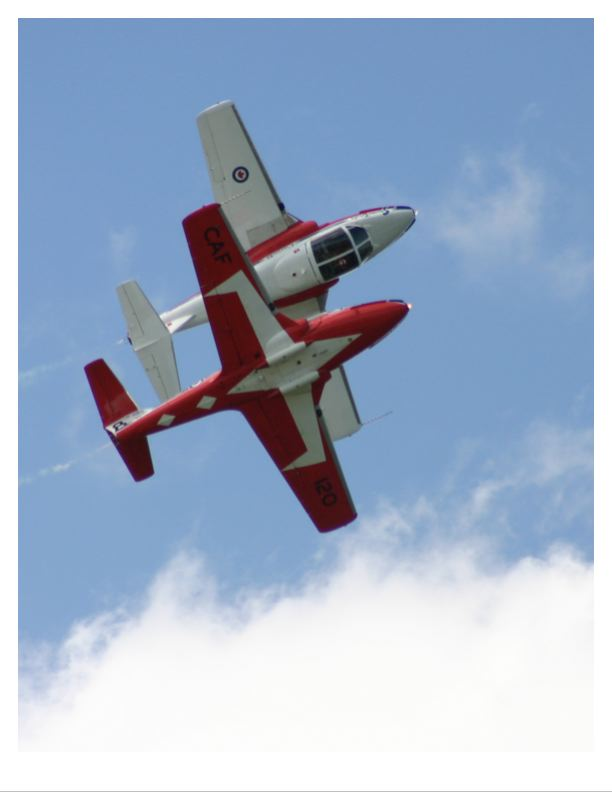
スノーバーズ

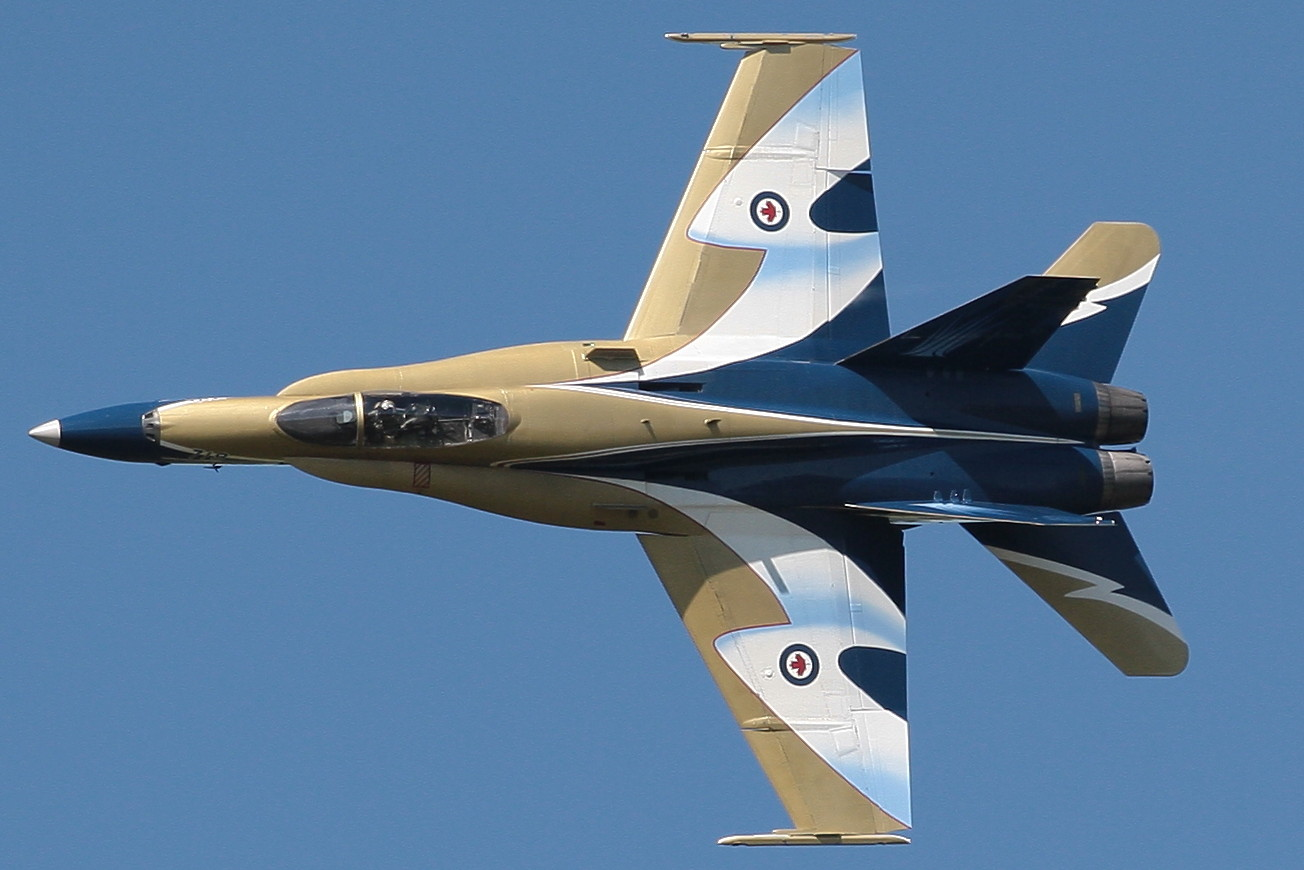
CF-18 Demonstration Team（2009年仕様）

- スノーバーズ ＜機体：CT-114チューター＞
- CF-18 Demonstration Team ＜機体：CF-18 ホーネット＞ - 北米の航空祭に出張するデモチーム。毎年異なる塗装が特徴。

### 南アメリカ

#### ブラジル
ブラジル空軍
- エスカドリラ・ダ・フマサ ＜機体：EMB-312＞

#### チリ
チリ空軍
- アルコネス ＜機体：エクストラ300＞

### 東ヨーロッパ

#### ロシア
ロシア航空宇宙軍

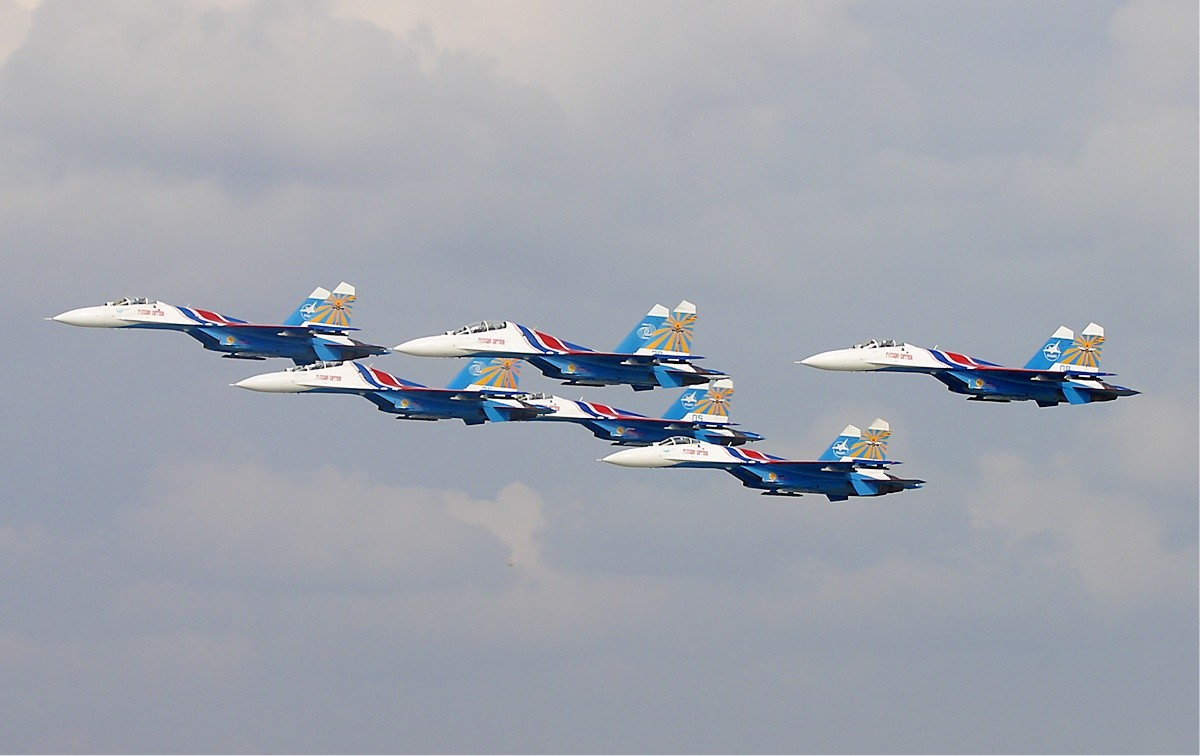
ルースキエ・ヴィーチャズィ

- ルースキエ・ヴィーチャズィ ＜機体：Su-27＞
- ストリージ ＜機体：MiG-29＞
- ネベースヌィエ・グサールィ ＜機体：MiG-29＞
- ソーコルィ・ロッスィーイ ＜機体：Su-27＞
- ベルクーツ ＜機体：Mi-28＞

民間
- ルス ＜機体：L-39C＞

#### ウクライナ
ウクライナ空軍
- ウクライィーンスィキ・ソーコルィ ＜機体：MiG-29＞

#### ベラルーシ
ベラルーシ空軍
- ベラーヤ・ルス ＜機体：L-39C＞

#### ポーランド
ポーランド空軍
- ビアロ＝チェルボネ・イスクリー ＜機体：TS-11 イスクラ、2022年解散＞
- オルリク・エアロバティックチーム ＜機体：PZL-130＞

#### クロアチア
クロアチア空軍
- クリラ・オルイェ ＜機体：PC-9＞

#### ラトビア
民間
- バルチック・ビーズ ＜機体：L-39C＞

#### チェコ
民間
- フライング・ブルズ・エアロバティックチーム＜機体：Zlín Z-50、XA42＞

レッドブルがスポンサーを務める。レッドブルのオーナーであるディートリヒ・マテシッツが所有する機体をデモ飛行させるフライング・ブルズとは別のチーム。

### 西ヨーロッパ

#### イギリス
イギリス陸軍

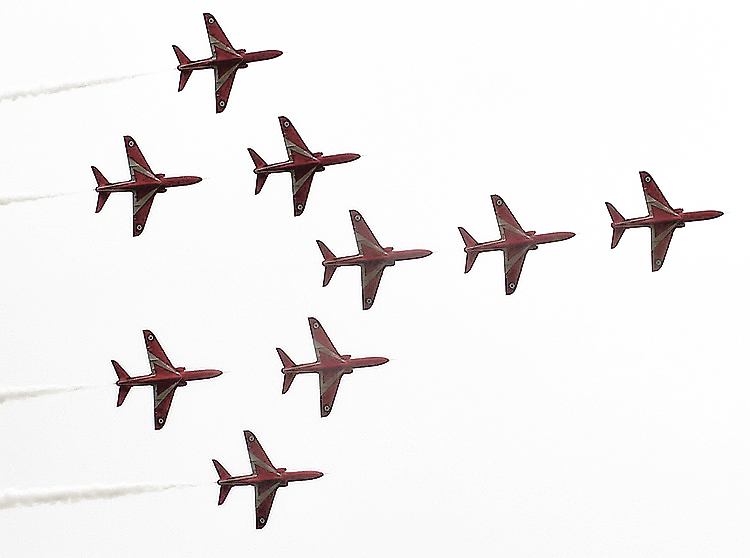
レッドアローズ

- アタック・ヘリコプター・ディスプレイ・チーム ＜機体：アパッチ AH.1＞
- ブルー・イーグルス ＜機体：SA341 ガゼル、リンクスなど複数種＞
- チヌーク・ディスプレイ・チーム ＜機体：チヌーク HC.4/5/6＞

イギリス海軍
- ブラックシーホークス＜機体：ホーク＞
- ブラック・キャッツ ＜機体：AW159 リンクス・ワイルドキャット＞

イギリス空軍
- レッドアローズ ＜機体：ホーク＞

民間
- The Blades ＜機体：エクストラ EA-300＞

元レッドアローズのベン・マーフィーがチームリーダーを勤める。

#### フランス
フランス空軍

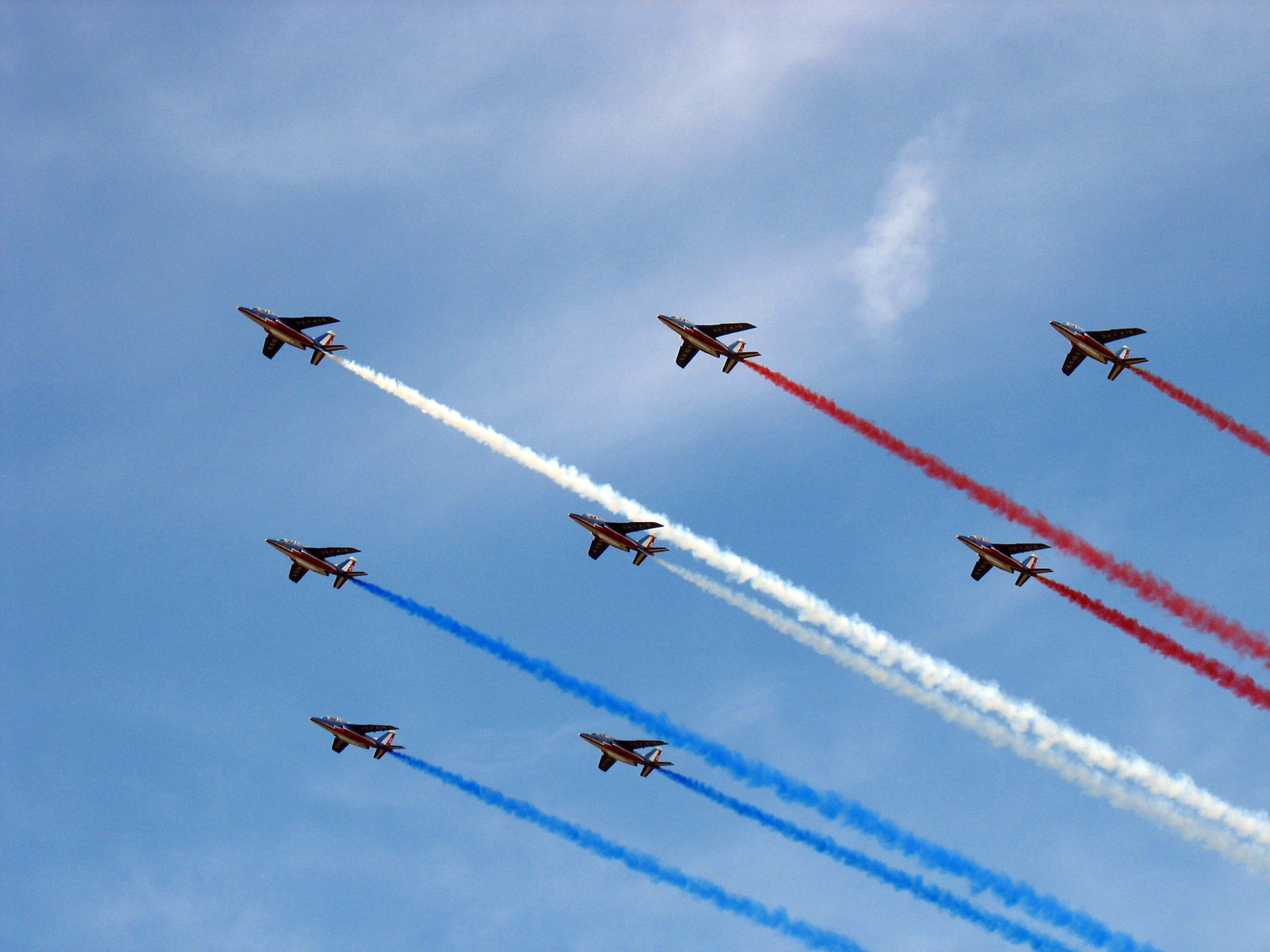
パトルイユ・ド・フランス

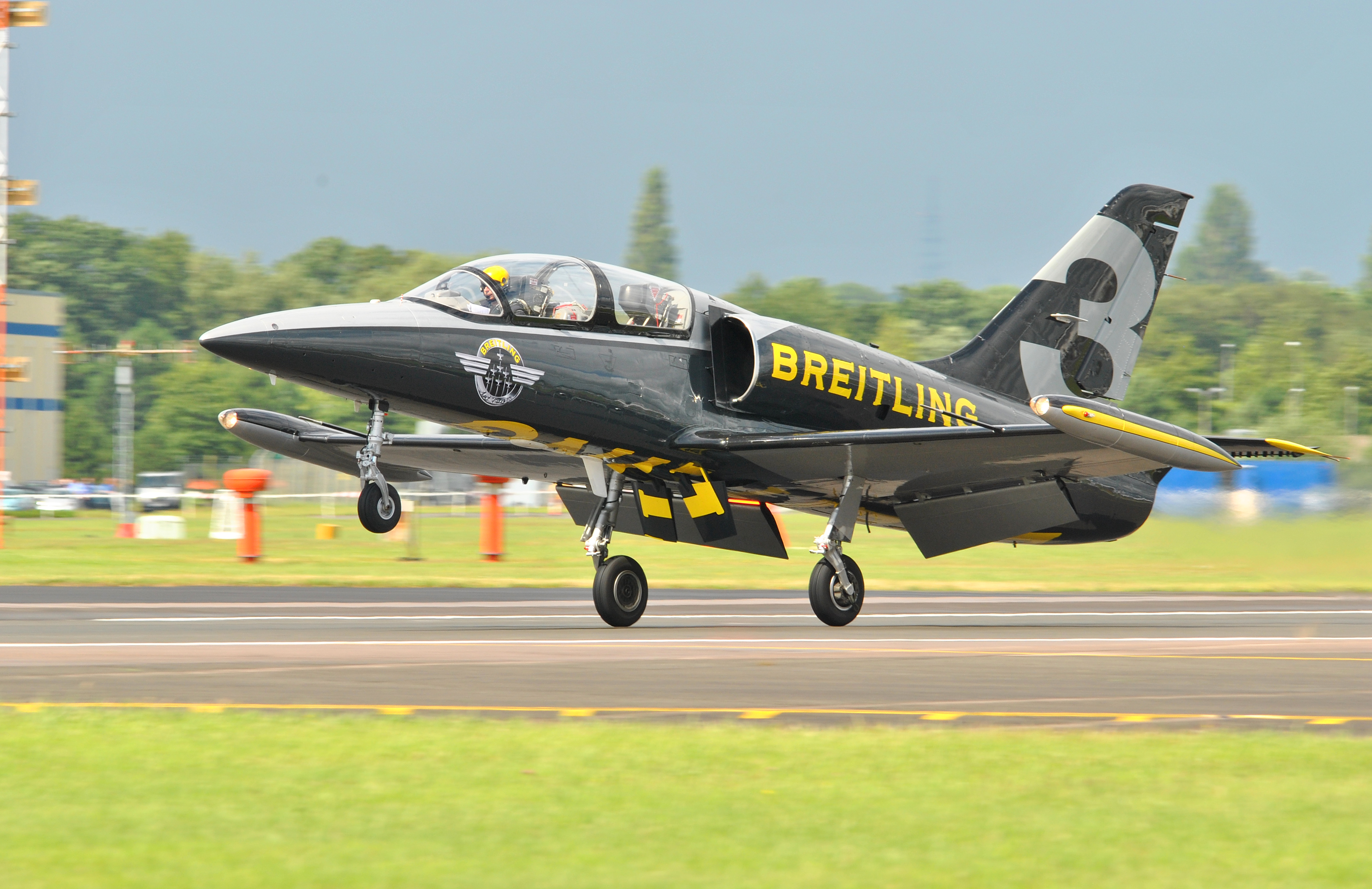
ブライトリング･ジェットチーム

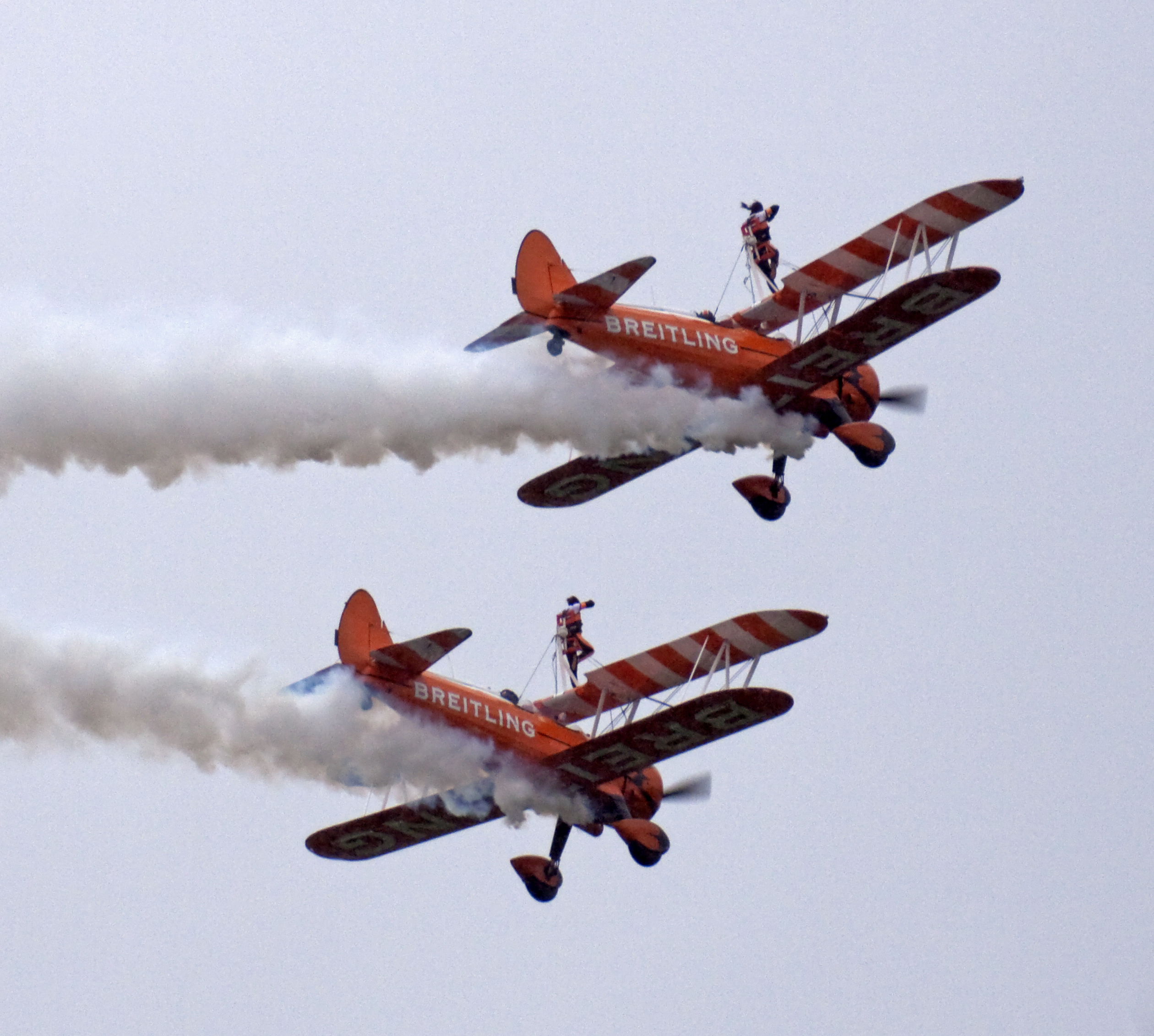
ブライトリング･ウィングウォーカーズ

- パトルイユ・ド・フランス ＜機体：アルファジェット＞

民間
- ブライトリング・ジェットチーム ＜機体：L-39C　アルバトロス＞

スイスのブライトリングのチームであるが本拠地はフランスであり、パイロットもパトルイユ・ド・フランス出身者が中心。
- ブライトリング・ウィングウォーカーズ ＜機体：ボーイング・ステアマン＞

飛行中のボーイング・ステアマンの上部主翼に固定された女性がダンスを行う。

#### イタリア
イタリア空軍

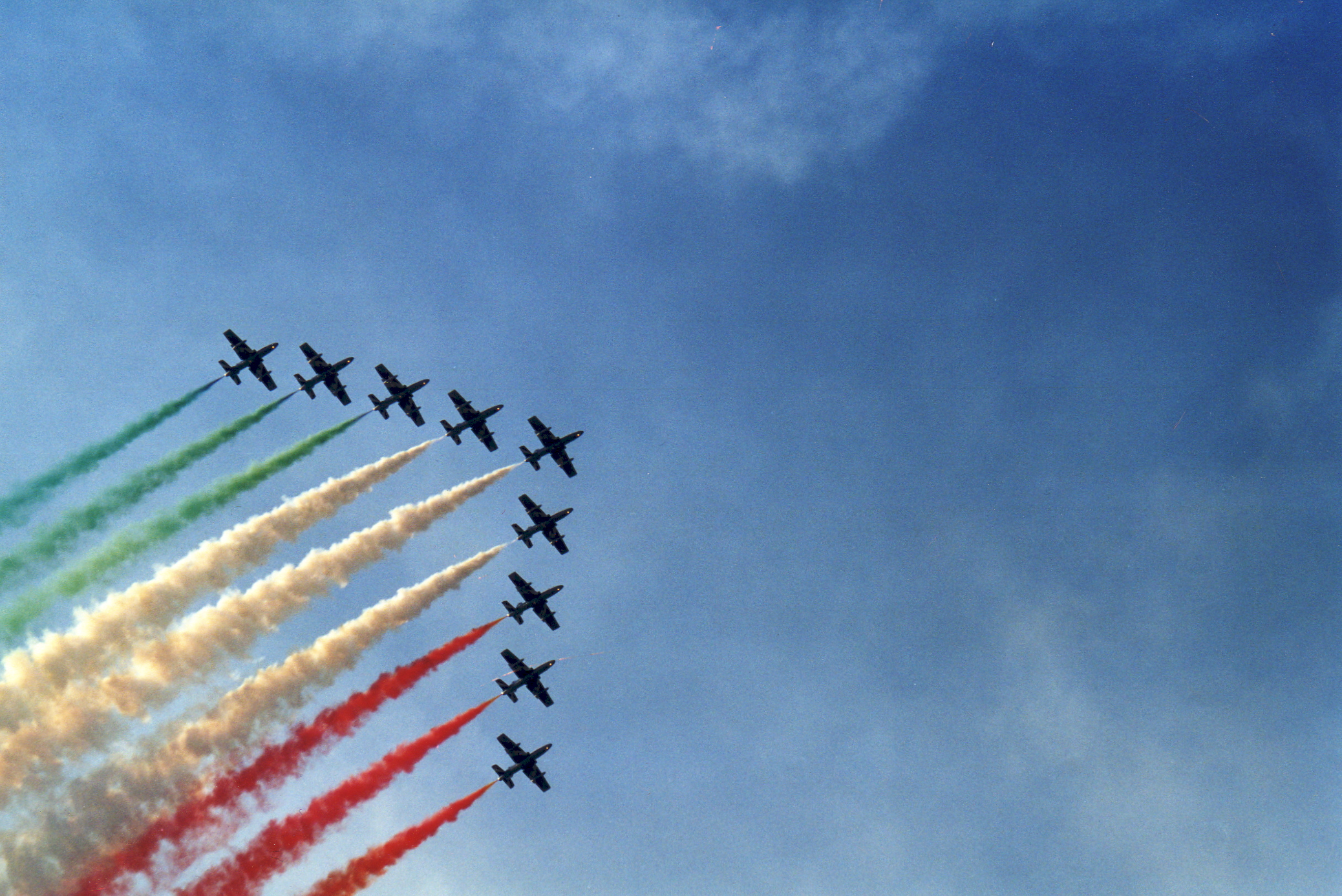
フレッチェ・トリコローリ

- フレッチェ・トリコローリ ＜機体：MB-339＞

#### スペイン
スペイン空軍
共に飛行教官が兼任。
- パトルーラ・アギラ ＜機体：C-101 アビオジェット＞
- Patrulla ASPA ＜機体：ユーロコプター EC 120＞

#### ポルトガル
ポルトガル空軍
- アサス・ド・ポルトガル ＜機体：アルファジェット＞
- ローターズ・ド・ポルトガル ＜機体：SA 319 アルエットIII＞

#### スイス

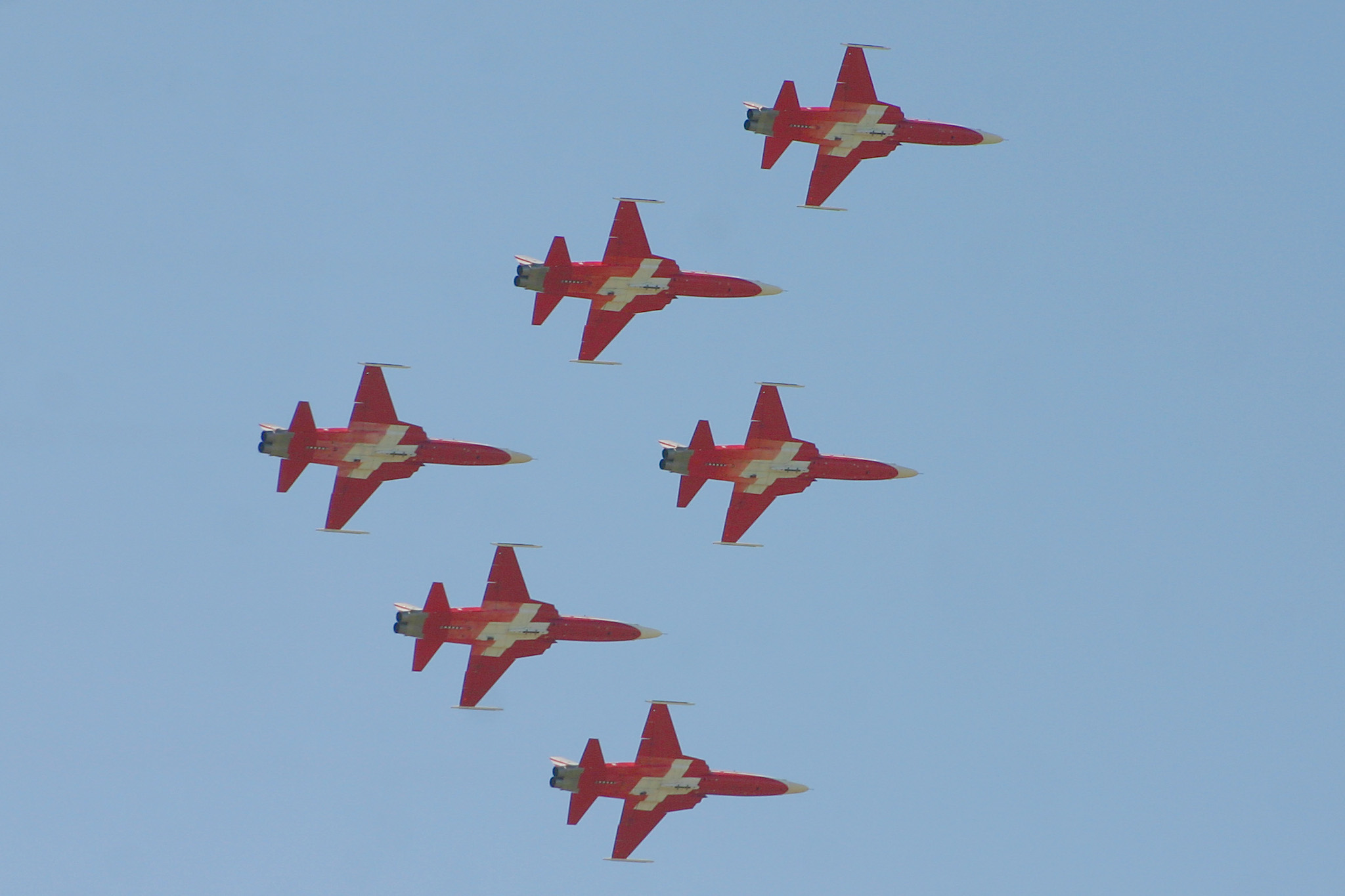
パトルイユ・スイス

スイス空軍
- パトルイユ・スイス＜機体：F-5＞
- PC-7チーム＜機体：PC-7＞

#### フィンランド
フィンランド空軍
- ミッドナイトホークス ＜機体：ホーク＞

#### スウェーデン

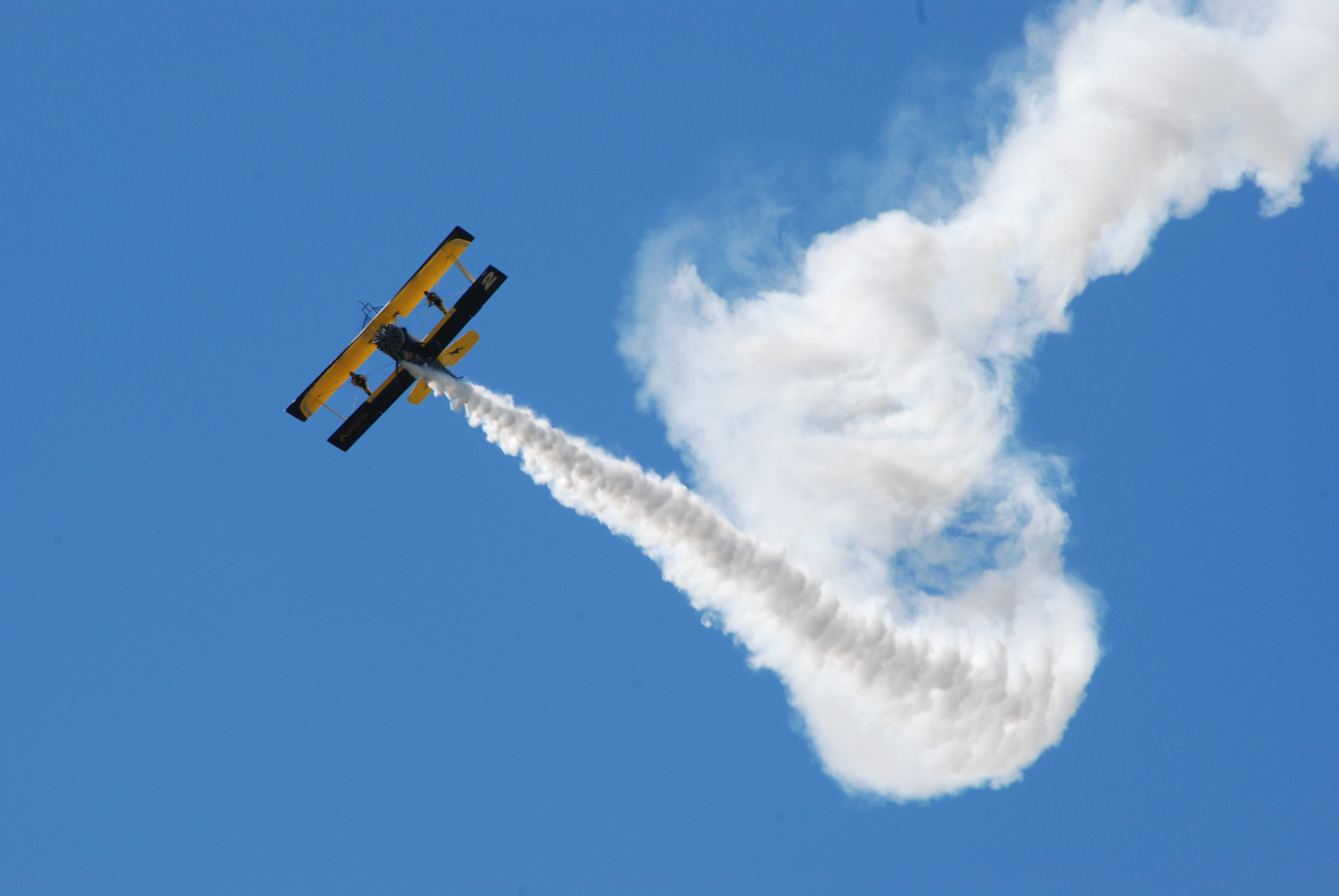
スカイキャッツ

スウェーデン空軍
- チーム60 ＜機体：SK60＞

環境に配慮しスモークを極力使わず編隊飛行の演目が中心。
民間
- スカイキャッツ ＜機体：グラマン アグキャット＞

農業用の複葉機であるグラマン アグキャットから農薬散布用の機材を撤去した改造機を使用。
夕暮れ時に大量の花火を使う演目や、翼の間と上で女性ダンサーが踊る演目が特徴。

#### ベルギー
ベルギー空軍
- レッドデビルズ ＜機体：SF-260＞

#### デンマーク
デンマーク空軍
- ベビーブルー ＜機体：T-17＞

#### ギリシャ
ギリシャ陸軍
- ペガサス ＜機体：AH-64D アパッチ・ロングボウ＞

ギリシャ空軍
- ゼウス ＜機体：F-16＞

#### オランダ

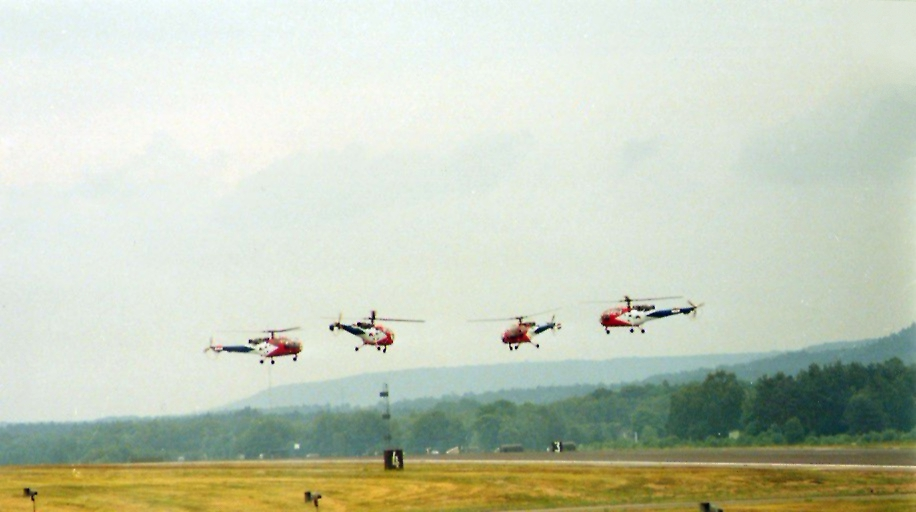
グラスホッパーズ（ドイツ・ラムシュタイン、1984年）

オランダ空軍
- グラスホッパーズ ＜機体：SA 316＞

### 東アジア

#### 中国大陸
中国人民解放軍空軍
- 八一飛行表演隊（オーガスト・ファースト）＜機体：J-10AY＞
- 紅鷹表演飛行隊（レッドファルコン）＜機体：JL-8＞
- 天之翼表演飛行隊（スカイウイング）＜機体：CJ-6＞

#### 台湾
台湾空軍

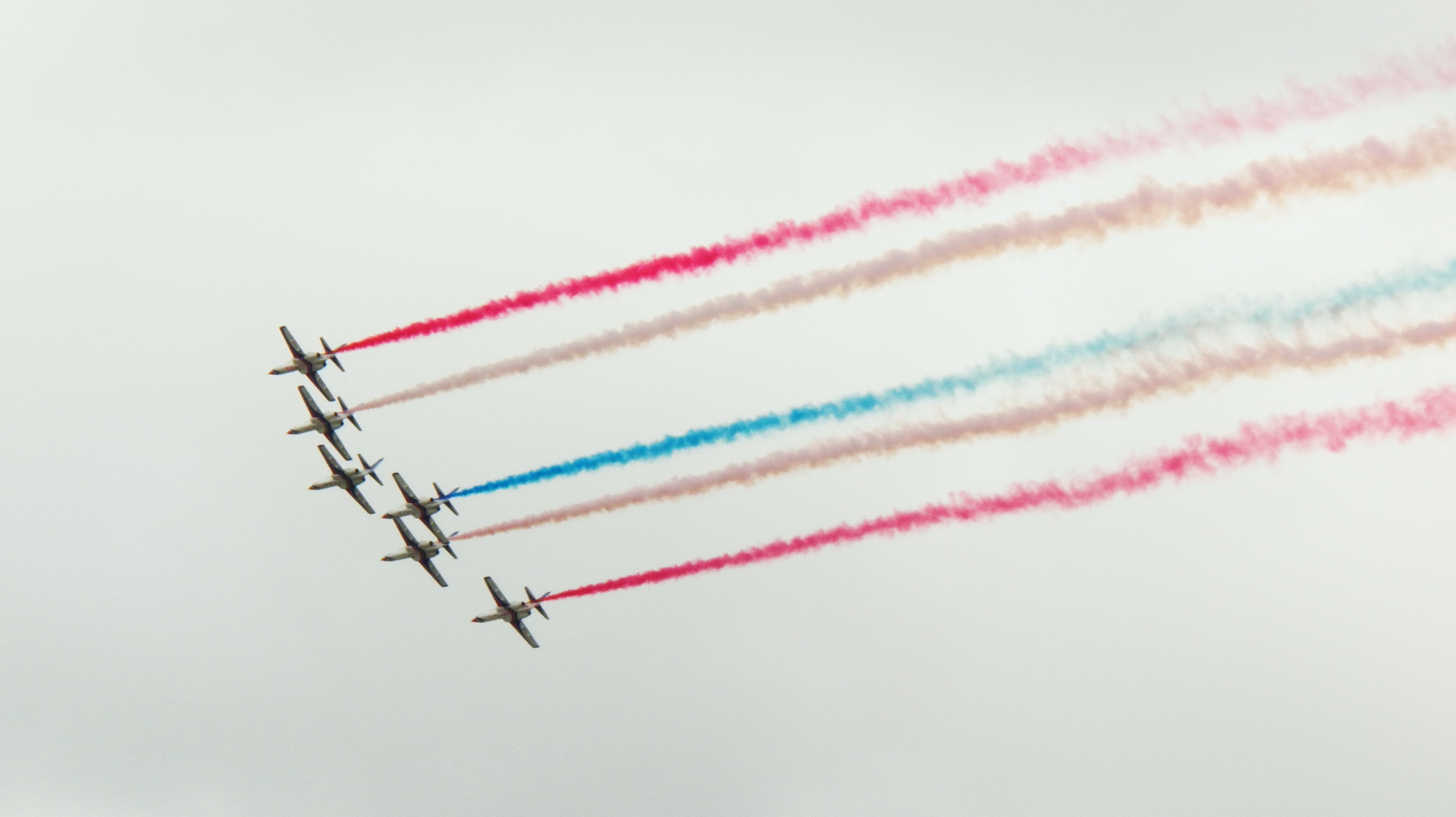
雷虎特技小組

- 雷虎特技小組（サンダータイガース） ＜機体：AT-3＞

#### 韓国
韓国空軍
- ブラックイーグルス ＜機体：T-50＞

### 東南アジア

#### フィリピン
フィリピン空軍
- ブルーダイアモンズ ＜機体：F-5＞

#### シンガポール
シンガポール空軍
- ブラック・ナイツ ＜機体：F-16＞

#### インドネシア
インドネシア空軍
- ジュピター ＜機体：KT-1＞

#### マレーシア
マレーシア空軍
- クリス・サクティ＜機体：エクストラ300＞

「魔法の剣」の意味。解散後、所属していたハリム・オスマンがリーダーとなり民間チームとして再出発。
- スモーキー・バンディッツ＜機体：MiG-29＞

#### タイ
タイ空軍
- ブルーフェニックス＜機体：PC-9＞

#### ブルネイ
ブルネイ空軍
- アラプ・アラプ・フォーメーション＜機体：PC-7＞

### 南アジア

#### インド
インド空軍
- スーリヤ・キラン ＜機体：BAE ホーク＞
- サラン ＜機体：ドゥルーブ＞

インド海軍
- サーガル・パワン ＜機体：HJT-16 キラン＞

#### パキスタン
パキスタン空軍
- シェルディルズ＜機体：K-8＞

### 西アジア

#### トルコ
トルコ空軍
- ターキッシュ・スターズ(tr:Türk Yıldızları)＜機体：NF-5＞

- ソロ・テュルク(tr:Solo Türk) ＜機体：F-16＞

#### ヨルダン
ヨルダン空軍
- ロイヤル・ヨルダニアン・ファルコンズ＜機体：エクストラ300＞

#### サウジアラビア
サウジアラビア空軍
- サウジ・ホークス＜機体：ホーク＞

#### アラブ首長国
アラブ首長国空軍
- アル・フルサン＜機体：MB-339＞

#### イスラエル
イスラエル航空宇宙軍
- IAF エアロバティックチーム＜機体：IAI ツヅキット(～2010)、T-6A テキサン（2010～）＞

### オセアニア

#### オーストラリア
オーストラリア空軍
- ルーレッツ＜機体：PC-21＞

#### ニュージーランド
ニュージーランド空軍
- レッドチェッカーズ＜機体：CT-4E＞

- ブラックファルコンズ＜機体：T-6C＞

### アフリカ

#### エジプト
エジプト空軍
- シルバースター＜機体：K-8E＞

#### モロッコ
モロッコ空軍
- マルシェヴェルト＜機体：CAP 232＞

#### 南アフリカ
南アフリカ空軍
- シルバーファルコンズ＜機体：PC-7＞